# Saint-Quentin-de-Baron
Saint-Quentin-de-Baron egy francia település Gironde megyében az Aquitania régióban. Lakosainak száma 2704 fő (2022. január 1.).

## Adminisztráció
Polgármesterek:
- 2001–2014 Christian Mur
- 2014–2020 Jean-Christophe Bricard

## Demográfia
| Lakosok száma | 730  | 853  | 947  | 1300 | 2116 | 2340 | 2442 | 2559 | 2620 | 2704 |
|               | 1968 | 1982 | 1990 | 2006 | 2013 | 2015 | 2017 | 2019 | 2020 | 2022 |

## Testvérvárosok
- Kalívesz Görögország 1992-óta